# 김현수 (성우)
김현수(1988년 9월 3일 ~ )는 대한민국의 성우로, 2013년 한국방송 성우극회 공채 38기로 입사했다. 

## 출연작품

### 애니메이션
- 토이캅 (KBS) - 해머
- 스머프: 비밀의 숲 - 덩치 스머프
- 헬로 카봇 유니버스 (SBS) - 파이언트
- 레고 히든사이드 - 더글러스
- 배드 가이즈 - 샤크
- 신비아파트 고스트볼 더블X: 6개의 예언 (투니버스) - 웬디고
- 신비아파트 극장판 차원도깨비와 7개의 세계 - 어나더, 프린스
- 더 프린세스: 도둑맞은 공주 - 야웅씨
- 트롤: 월드 투어 - 타이니 다이어몬드
- 포켓몬스터 썬&문 (투니버스) - 하랑우탄, 마오의 아버지
- 슈퍼 마리오 브라더스 - 동키 콩
- 엘리멘탈 - 러츠, 플레리
- 모아나 2 - 날로

### 특촬물
- 파워레인저 닌자포스 (대원방송) - 사스케(닌자 레드)
- 가면라이더 리바이스 (대원방송) - 하범철

### 외화
- 경감 메그레(KBS) - 폴(휴 시먼)
- 리썰 웨폰(KBS) - 로널드(제이슨 데룰로) / 빌리(커트 예이거)
- 어벤져스: 인피니티 워 - 에이트리(피터 딘클리지)
- 토르: 라그나로크 - 스커지(칼 어번)

### 다큐
- 2014.08.14 KBS 파노라마 프란치스코, 보통 사람들의 교황
- 2017.05.03 KBS 동물의 세계 <개에 관한 놀라운 비밀 1부 소중한 친구>

### 라디오 드라마

#### 소설극장(KBS 3라디오)
- 2013.04.07 ~ 2013.05.03 이주호, 황조윤 <광해, 왕이 된 남자> (병사/선전관/골북영수/유생2/의금부판사/대사헌/어의/대신/유생3)
- 2013.05.04 ~ 2013.07.07 김진명 <몽유도원> (남자 / 노인 / 이개 / 최독보 / 수위 외)
- 2013.07.08 ~ 2013.08.02 F. 스콧 피츠제럴드 <위대한 개츠비> (톰)
- 2013.10.03 ~ 2014.01.20 조정래 <정글만리> (이토 히데오)
- 2014.01.21 ~ 2014.04.08 신봉승 <왕을 만든 여자> (김종서)
- 2014.04.09 ~ 2014.05.19 강풀, 임형욱 <그대를 사랑합니다> (김만석)
- 2014.09.13 ~ 2014.11.10 정유정 <28> (한기준)
- 2014.12.15 ~ 2015.01.16 정재민 <보헤미안 랩소디> (의사)

#### 라디오 극장(KBS 한민족 방송)
- 2013.02.01 ~ 2013.02.28 이명랑 <천사의 세레나데> (남자 외)
- 2013.04.01 ~ 2013.04.30 양귀자 <모순> (영규 친구 / 담임 / 친구1 / 똘마니)
- 2013.05.01 ~ 2013.05.31 성석제 <위풍당당>
- 2013.06.01 ~ 2013.06.30 이도우 <사서함 110호의 우편물> (김국장/백부장/남자작가)
- 2013.07.01 ~ 2013.07.31 박선희 <도미노 구라파식 이층집> (일구)
- 2013.08.01 ~ 2013.08.31 주호민 <신과 함께 - 저승편> (판관1/중간보스/동료1/캡틴변호사/부하/군인1/함측변호사/청년/사람1/부하2/임금)
- 2013.09.01 ~ 2013.09.30 윤천수 <마지막 콜사인> (회장 / 총감 / 미아나운서 / 직원2 / 방송계장 / 총독국장 외 )
- 2013.10.01 ~ 2013.10.31 전민식 <개를 산책시키는 남자> (구씨/우울남/남자2/약혼남부/인부1/도랑큰형/사장)
- 2013.11.01 ~ 2013.11.30 박범신 <소금> (직원남/빚쟁이남/의사1/명식/사내)
- 2014.09.01 ~ 2014.09.30 류영국 <만월까지> (덕규)
- 2014.10.01 ~ 2014.10.31 윤고은 <밤의 여행자들> (해설)
- 2015.01.01 ~ 2015.01.31 유영민 <오즈의 의류수거함>
- 2015.03.01 ~ 2015.03.31 박지리 <양춘단 대학 탐방기> (양호익)

#### 라디오 독서실(KBS 2라디오)
- 2013.02.10 이미경 <우울군 슬픈읍 늙으면> (박형사)
- 2013.02.24 이평재 <당신이 모르는 이야기> (청년)
- 2013.03.17 최진영 <어디쯤> (남행인1)
- 2013.03.24 정세랑 <옥상에서 만나요> (신문기자)
- 2013.04.14 신  희 <아직 오지 않은 거리> (행인1)
- 2013.04.21 민미정 <당신에게서 사라진 것> (감독)
- 2013.05.12 최수철 <택시> (친척어른)
- 2013.06.02 손보미 <대관람차> (평론가)
- 2013.06.30 박민규 <아...르무...리...오> (늙은나무)
- 2013.07.14 김서령 <어떤 일요일에 전하는 안부인사> (상인회장)
- 2013.08.11 권순정 <목욕탕> (운전기사)
- 2013.08.18 권정은 <행복한 우리 집에 어서 오세요> (좀비1)
- 2013.09.01 김동인 <붉은 산>, <무지개> (노인)
- 2013.09.08 박완서 <배반(背叛)의 여름> (남자/행인2/운전사)
- 2013.09.15 고전 설화 <바리데기> (신하2)
- 2013.09.22 이태준 <달밤> (시학관)
- 2013.10.06 은희경 <서정시대> (남작가1)
- 2013.10.27 이  상 <지팡이 역사> (뚱뚱남/남자2)
- 2013.11.03 김덕희 <전복> (형사2)
- 2013.11.17 손홍규 <배우가 된 노인> (노인1/주인)
- 2013.11.24 윤성희 <이틀> (운전기사)
- 2013.12.01 이승우 <나는 아주 오래 살 것이다> (순경)
- 2013.12.15 이미경 <택배 왔어요> (택배기사)
- 2013.12.29 권여선 <봄밤> (동네의사)
- 2014.01.05 김승옥 <무진기행> (사찰원2/직원1)
- 2014.01.12 김승옥 <서울, 1964년 겨울> (귤장수/운전수2)
- 2014.01.19 김승옥 <서울의 달빛 0장> (친구1)
- 2014.02.02 이세은 <달로 간 파이어니어> (사장)
- 2014.02.16 김원태 <오늘의 저격수는 딸기맛 초코바를 먹는다> (사냥꾼)
- 2014.03.02 윤이형 <쿤의 여행> (동물병원장)
- 2014.03.09 천명관 <파충류의 밤> (의사)
- 2014.03.16 조해진 <빛의 호위> (선배)
- 2014.04.06 임철우 <세상의 모든 저녁> 1편 (오씨)
- 2014.04.13 임철우 <세상의 모든 저녁> 2편 (황씨)
- 2014.04.20 윤고은 <월리를 찾아라> (김정민)
- 2014.05.11 박완서 <후남아, 밥 먹어라> (아버지)
- 2014.05.18 윤정환 <짬뽕> (일병)
- 2014.05.25 하성란 <여름의 맛> (유명인사)
- 2014.06.08 최은영 <쇼코의 미소> (노인)
- 2014.06.22 황정은 <상류엔 맹금류> (제희 아버지)
- 2014.07.13 최인석 <초록이 지쳐 단풍 드는데> (영철 부)
- 2014.07.27 김재은 <숫자 꿈> (의사)
- 2014.08.17 조동신 <해골술잔> (차회장)
- 2014.08.24 양수련 <그리고 예외는 없다> (경찰)
- 2014.08.31 이장욱 <우리 모두의 정귀보> (원로작가)
- 2014.09.07 김  숨 <초야> (해근)
- 2014.09.21 표명희 <심야의 소리> (경관)
- 2014.10.05 윤이형 <굿바이> (팀장)
- 2014.10.12 백영옥 <결혼기념일> (시아버지)
- 2014.11.23 박솔뫼 <그럼 무얼 부르지> (60대 남)
- 2014.11.30 황정은 <누가> (노인)
- 2014.12.28 김중혁 <뱀들이 있어> (아버지)
- 2015.03.08 김희선 <라면의 황제> (김기수)
- 2015.07.26 이승영 <어떤 살인사건> (나)

#### KBS 무대(KBS 한민족 방송)
- 2013.02.23 지울 수 없는 사랑 (남자1)
- 2013.04.13 날아라 버스야 (남직원 / 직원)
- 2013.05.04 홍제원 여인 (사령, 하인)
- 2013.05.11 율포시곡 (중년)
- 2013.05.25 신의 유혹 (남자2)
- 2013.06.22 노을 (무전병)
- 2013.07.27 고해 (교도관)
- 2013.08.10 부녀 이야기 (상인)
- 2013.08.17 두 여자 (황사장)
- 2013.09.07 웬수들의 합창 (남자)
- 2013.09.14 순나의 오동나무 (스님)
- 2013.09.28 자전거 달린다 (손님2)
- 2013.10.05 그녀의 하이힐에 관한 9cm의 짧은 고찰 (친구2)
- 2013.10.12 청담동 개츠비 (백부)
- 2013.10.26 가족 (박씨)
- 2013.11.16 기차는 8시에 떠나네 (의사)
- 2013.12.28 7층 집 슬리퍼 (계약직 대표)
- 2014.01.11 가족의 탄생 (아저씨)
- 2014.02.08 프로이트 보고서 (동창)
- 2014.03.22 붕어빵 (취객)
- 2014.05.03 기억의 저편 (의사)
- 2014.05.10 한영우 (팀장)
- 2014.06.14 거짓말 (포차주인)
- 2014.06.21 솔향기 바람에 날리고 (북책임자)
- 2014.07.19 문을 닫다 (황부자)
- 2014.08.02 전화하는 남자 (경찰)
- 2014.08.09 로맨스 마마 (차성필)
- 2014.08.16 개구리 울음소리 (부장검사)
- 2014.08.30 가면 무도회 (교인1)
- 2014.09.13 그림 바깥의 풍경 (형사1)
- 2014.09.27 잇꽃 붉은 날 (의사2)
- 2014.10.11 연애를 읽다 (박사장)
- 2014.10.25 민들레 순정 (사내1)
- 2014.11.01 천국에서 온 편지 (진 , 집행인)
- 2014.11.29 가족의 탄생 (부장)
- 2014.12.06 예순님 (의사2)
- 2014.12.20 탄원서 쓰는 여자 (김사무장)
- 2014.12.27 그림자를 견뎌라 (손님)
- 2015.06.06 박색춘향 (방자)
- 2015.07.18 못난이들의 여름 (손용철)

신성원의 문화읽기 (KBS 1라디오)
- 2013.05.19 넬리 노이하우스 作 백설공주에게 죽음을
- 2013.06.23 마르잔 사트라피 作 자두 치킨
- 2013.06.30 맥스 브룩스 作 세계대전Z
- 2013.07.21 로저 젤라즈니 作 체인질링
- 2013.08.18 장 마르크 로셰트, 자크 로브 作 설국열차
- 2013.08.25 오쿠다 히데오 作 소문의 여자
- 2013.09.08 애거서 크리스티 作 그리고 아무도 없었다
- 2013.09.22 요나스 요나손 作 창문 넘어 도망친 백세 노인
- 2013.10.06 최인호 作 타인의 방
- 2013.10.13 위화 作 제 7일
- 2013.10.27 장용민 作 궁극의 아이

다큐멘터리 역사를 찾아서 (KBS 1라디오)
- 연기

책 읽는 밤 (KBS 1라디오)
- 2013.05.30 J. M. 데 바스콘셀로스 作 나의 라임 오렌지 나무
- 2014.02.19 세익스피어 作 베니스의 상인
- 2014.02.25 박노해 作 다른 길 外 (낭독)
- 2014.03.15  F. 스콧 피츠제럴드 作 벤자민 버튼의 시간은 거꾸로 간다
- 2014.04.02 헤르만 헤세 作 문장론 (낭독)
- 2014.04.03 정병설 作 권력과 인간 (낭독)
- 2014.10.18 파트릭 모디아노 作 어두운 상점들의 거리
- 2014.11.01 하버트 조지 웰스 作 우주 전쟁 (1)
- 2014.11.08 하버트 조지 웰스 作 우주 전쟁 (2)
- 2014.12.20 황정은 作 모자
- 2014.12.27 레프 니콜라비치 톨스토이 作 사람은 무엇으로 사는가

바람따라 구름따라 (KBS 한민족 방송)
- 연기

대한민국 경제실록 (KBS 1라디오)
- 2013.02.26 ~ 2013.05.23 제17화 강남의 역사 (임원 외)
- 2013.05.24 ~ 2013.07.22 제18화 3저호황과 한국경제 (주민대표 외)
- 2013.07.22 ~ 2013.09.13 제19화 국책사업, 그 빛과 그림자 (시위대 외)
- 2013.09.16 ~ 2013.10.25 제20화 유통 산업의 역사 (인부 외)

다큐멘터리 혁신의 승부사 (KBS 1라디오)
- 2013.10.28 ~ 2013.12.31 제1화 페이스북 세상을 모두 연결하다.
- 2014.01.01 ~ 2014.02.28 제2화 모니터에 한글이 뜨기까지
- 2014.03.03 ~ 2014.05.13 제3화 손정의, 3백년 기업을 꿈꾸다
- 2014.05.14 ~ 2014.07.25 제4화 게임, 산업으로 탄생하다
- 2014.07.28 ~ 2014.09.19 제5화 파괴적 혁신가, 알리바바의 마윈

특별기획 아주 특별한 기부 <내 인생의 책> (KBS 3라디오)
- 2013.06.23 니코스 카잔차키스 <그리스인 조르바> (남자2)
- 2014.03.30 최인호 에세이 <인연> (외삼촌 / 남자)

방송의 날 특별기획 8부작 <북한의 솔제니친, 현역작가 반디의 고발> (KBS 한민족 방송)
- 2014.08.27 제1부 탈북기
- 2014.08.28 제2부 유령의 도시 (보위부장)
- 2014.08.30 제4부 지척만리
- 2014.08.31 제5부 복마전 (남자)
- 2014.09.01 제6부 무대 (군사단 정치부 부장)

KBS 라디오 특별기획 <부엉이 아저씨, 이야기 좀 들려주세요> (KBS)
- 2014.11.24 1편 돌사자가 준 선물 (돌사자)
- 2014.11.25 2편 숲속의 생쥐아가씨 (형)
- 2014.11.28 5편 시나와 뱀장어 (아버지)

특집 라디오 (KBS 라디오)
- KBS 특집 다큐멘터리 우리고장 의병이야기

### 오디오 드라마
- 황제의 밤 (북큐브) (오현왕)